# Hannoverscher Künstlerverein

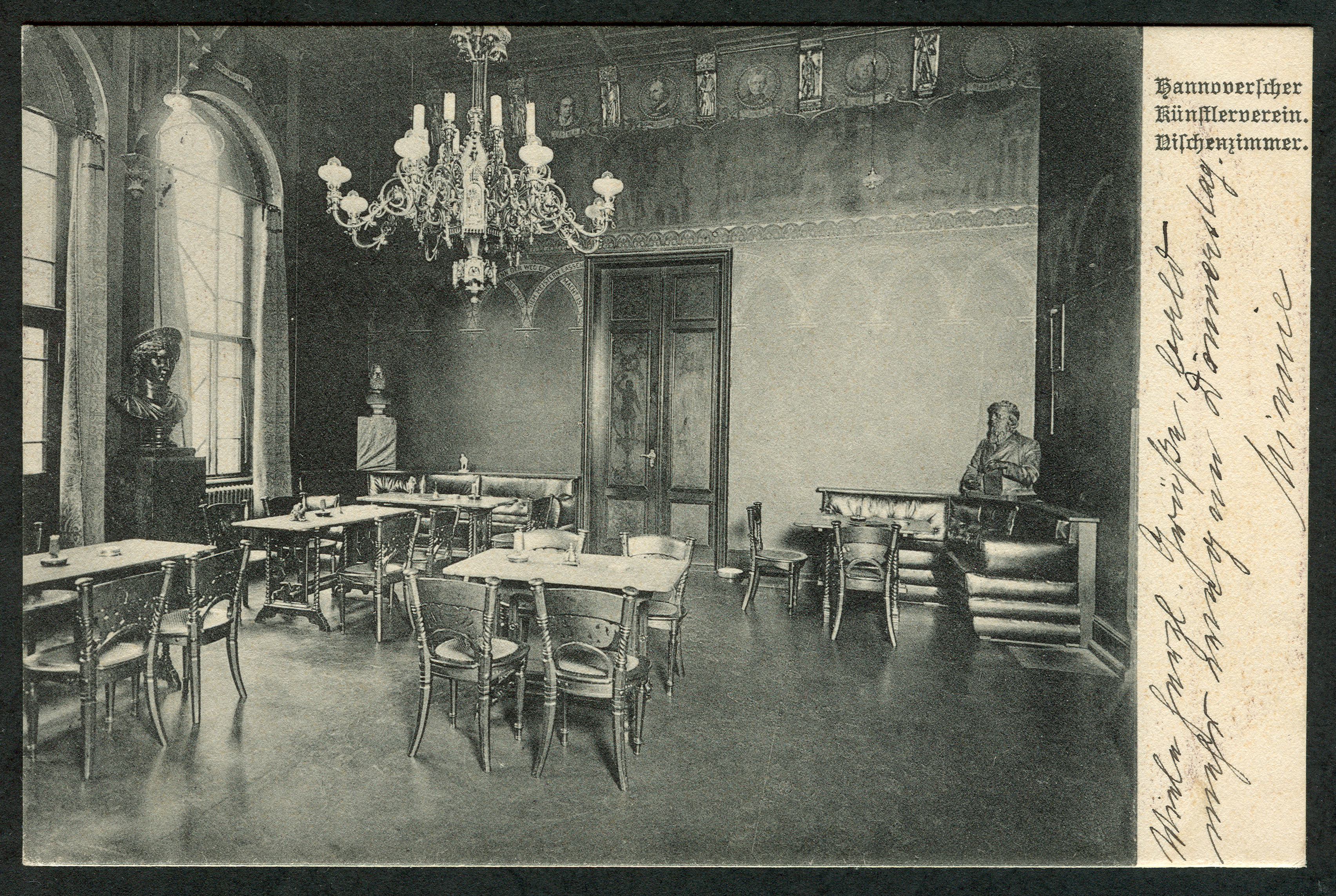
Um 1900: Das sogenannte „Nischenzimmer“ des Vereins im Künstlerhaus Hannover; Ansichtskarte von Karl F. Wunder

Der Hannoversche Künstlerverein (HKV) existiert seit 1842. Seinen Clubraum hat der Verein im Künstlerhaus Hannover in der Sophienstraße 2.
Bis in den Ersten Weltkrieg hinein war der Verein der führende Kultur-Verein mit hochrangigen Künstlern, Persönlichkeiten und (Ehren-)Mitgliedern. Aus seinen Reihen formierte sich der „Architekten- und Ingenieur-Verein zu Hannover“ und der „Verein für die Öffentliche Kunstsammlung“ (die heute Teil der Sammlungen im Niedersächsischen Landesmuseum ist).
In jüngster Zeit trat der Verein durch Arbeitsgruppen verstärkt in Veranstaltungen zu den Themen Literatur und Bildende Kunst auf.

## Geschichte

### Gründung
Am 11. Oktober 1842 fanden sich 65 Vertreter aus dem hannoverschen Kulturleben im Hotel „de Strelitz“ in der Calenberger Neustadt zusammen. Die 65 Vereinsgründer wollten laut Satzung Künstlern und Kunstinteressierten Gelegenheiten bieten zu „edler Geselligkeit“.
Zu der Gründungsversammlung erschienen unter anderem Ernst von Bandel, Heinrich Ludwig August Hengst, Eduard Kasten, Georg und Hermann Kestner, Edmund Koken, Wilhelm Kretschmer, Heinrich Kümmel, Heinrich Marschner und Carl Oesterley.
Das offizielle Gründungsdatum war jedoch der 18. Oktober, der Tag des Heiligen Lukas: Dieser Tag wurde im Kunstverein jährlich als sogenanntes „Lukasfest“ gefeiert.

### Künstlerhaus Hannover

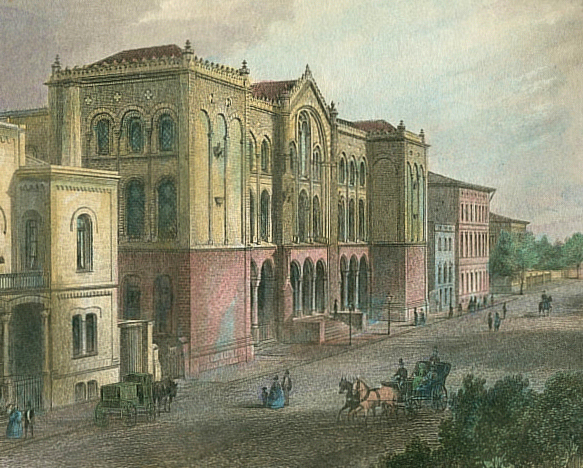
Das Künstlerhaus vor 1858, damals „Museum für Kunst und Wissenschaft“

Ab 1855 tagte der Verein im neugebauten „Museum für Kunst und Wissenschaft“ (dem heutigen „Künstlerhaus Hannover“). Zu den größeren Ereignissen zählten:
- 1856: Im Frühjahr dieses Jahres gab der Geiger Joseph Joachim erstmals zwei Quartett-Soireen im Hannoverschen Künstlerverein, die ab Herbst regelmäßig fortgesetzt werden.[2]
- 1859: Schillerfest.
- 1861: Festzug zur Einweihung des Ernst-August-Denkmals, deren Teilnehmer das Ernst-August-Album namentlich nennt, gemeinsam mit denen des Architekten- und Ingenieur-Vereins.[3]
- 1863: Großes Sommerfest in der von Georg Ludwig Friedrich Laves erbauten Villa „Bella Vista“
- 1867: Stiftungsfest zum 25-jährigen Bestehen.
- 1875: Besuch Richard Wagners mit seiner Frau Cosima.
- 1895: Kostümfeste im Palmengarten und im Konzerthaus.
- 1932 Fest zum 90-jährigen Bestehen des Künstlervereins.

1933–1945 blieb der Verein von „Sanktionen“ durch die Nationalsozialisten verschont, da die Vorsitzenden Fritz Heiligenstaedt, Elbers und Köhler der NSDAP nahestanden.

### Nach 1945
Nach den Luftangriffen auf Hannover im Zweiten Weltkrieg wurde das Künstlerhaus erst 1954 wiederaufgebaut. Seitdem hatte der Verein einen „Clubraum“ für die Verwaltung wie für Veranstaltungen. Erst 1961 jedoch wurde das Klubzimmer feierlich eingeweiht.
Mit dem Wandel der Kunstszene in Hannover durch den Kunstverein Hannover, die Kestner-Gesellschaft und den Bau des Sprengel-Museums ging ein Bedeutungsrückgang für den Hannoverschen Künstlerverein einher.
Ab den 1960er Jahren wurden unter den Vorsitzenden Reimar Dahlgrün, Gotthard Kronstein, G. Katzenberger und Claus-Ulrich Heinke verstärkte Initiativen im Bereich der Musik unternommen. Herausragend war die in den Jahren von 1978 bis 2000 organisierte Konzertreihe „Matinee im (Theater am) Aegi“, mit der der Musikernachwuchs in und über Hannover hinaus gefördert wurde.

### Drittes Jahrtausend
Nach 160 Jahren Vereinsgeschichte saß 2002 erstmals eine Frau dem Hannoverschen Künstlerverein vor: Unter Heidi Plank († 2008) wurde der seit 1961 unveränderte Clubraum durch die Architektin Carola Woelk neu gestaltet.
In jüngster Zeit machte der Verein durch Initiativen und Veranstaltungen in den Bereichen Literatur und bildende Kunst von sich reden.

## Brehmer-Abend
Der Goldschmied, Medailleur, Königlich Hannoversche Münzgraveur und Bildhauer Heinrich Brehmer hinterließ dem Hannoverschen Künstlerverein 6000 Goldmark aus seinem Vermögen. Der jährlich zum Geburtstag des Künstlers am 25. November mit dem sogenannten „feuchten Gedeck“ gefeierte „Brehmer-Abend“ des Vereins geht auf diese Hinterlassenschaft zurück.

## Mitglieder

### Reguläre Mitglieder
Bis 1973 waren Frauen als Mitglieder nicht zugelassen, als Gäste aber gern gesehen. Ab 2002 hatte der Verein mit Heidi Plank jedoch erstmals eine weibliche Vorsitzende.

### Ehrenmitglieder
Im Jahr der 150sten Wiederkehr des Gründungsjubiläums 1992 hatte der HKV folgende Ehrenmitglieder:
- Georg Grabenhorst[5]
- Rudolf Hillebrecht[5]
- August Meine[5]
- Albrecht Otte[5]

## Schriften
- Ludwig Zerull (Red.): Hannover im Bild. Künstler des 20. Jahrhunderts sehen Hannover und Hannoveraner. Eine Ausstellung des Hannoverschen Künstlervereins im Historischen Museum Hannover. 21. März – 9. Juni 1985 [Begleitschrift zur gleichnamigen Ausstellung]. Hannoverscher Künstlerverein, Hannover 1985